# Alois Irlmaier
Alois Irlmaier (ur. 8 czerwca 1894 r. w Scharam koło Siegsdorf, zm. 26 lipca 1959 r. we Freilassing) – niemiecki jasnowidz, twórca przepowiedni, z zawodu murarz. Irlmaier miał odkryć swoje zdolności jasnowidzenia w wyniku urazu głowy, którego doznał w wypadku. Według jego relacji od tamtej pory zaczął widzieć wizje przyszłości, co przyczyniło się do jego reputacji jako jasnowidza, która szybko się rozprzestrzeniła.
Irlmaierowi przypisuje się przewidywanie miejsc bombardowań i miejsca pobytu osób zaginionych podczas II wojny światowej. Mówi się również, że pomógł w rozwiązywaniu przestępstw. Przepowiednie Irmaiera dotyczyły również wielkiego kryzysu finansowego, zniszczenia Paryża, wielkiej epidemii chorób zakaźnych oraz wybuchu III wojny światowej.

## Biografia
Podczas II wojny światowej przewidział miejsca uderzenia bomb i potrafił zlokalizować zaginione osoby. Dodaje się również, że pomógł w wyjaśnieniu niektórych przestępstw. W swoich wizjach opisuje między innymi trzecią wojnę światową, która ma nadejść oraz katastrofę naturalną jak i wykorzystanie śmiercionośnego pyłu, który zdziesiątkuje ludzkość. Profeta daje jednak nadzieję i wskazuje na początek nowej ery w dziejach ludzkości: Po katastrofie zmieni się klimat. Będzie cieplej, a u nas będą rosły owoce południowe. Zostaną zniesione prawa, które przynosiły dzieciom śmierć. Wysoki, szczupły starzec będzie rządził trzema koronami. Każdy będzie mógł się osiedlić, gdzie zechce i wziąć tyle ziemi, ile zapragnie. Ciężkie czasy świat będzie miał za sobą i na długo nastanie pokój. Lecz ludzie będą musieli rozpocząć życie tam, gdzie rozpoczynali ich pradziadowie.
W 1947 r. Został oskarżony w sądzie rejonowym za niezgodne z prawem korzystanie z jasnowidzenia dla zysku, ale został uniewinniony po wysłuchaniu świadków i wykazaniu prawdziwości swoich umiejętności. W uzasadnieniu wyroku stwierdzono: Przesłuchani świadkowie… w kwestii daru jasnowidzenia oskarżonego przynieśli tak zdumiewające świadectwa o rzeczach, których siłami natury nie potrafimy dotąd wyjaśnić, że nie da się go zakwalifikować jako oszusta.